# De plus belle
Pour plus de détails, voir Fiche technique et Distribution.
De plus belle est une comédie dramatique française réalisée par Anne-Gaëlle Daval et sortie en 2017.

## Synopsis
Lucie, qui vient de se remettre d'un cancer du sein, va être poussée par sa famille à recommencer à sortir et voir du monde. Elle fera la connaissance de Clovis. Ce dernier tentera tout pour séduire Lucie, qui ne se laissera pas facilement charmer. Mais grâce à Dalila, une prof de danse incomparable, elle va retrouver goût au jeu de la séduction, elle va apprendre à s'aimer à nouveau...

## Fiche technique
- Titre : De plus belle
- Réalisation : Anne-Gaëlle Daval
- Scénario : Anne-Gaëlle Daval
- Musique : Alexis Rault
- Montage : Frédéric Baillehaiche
- Photographie : Antoine Roch
- Décors : Nicolas Migot
- Costumes : Moïra Douguet
- Production : Romain Rousseau et Maxime Delauney
- Sociétés de production : Nolita Cinéma, Auvergne-Rhône-Alpes, France 2 Cinéma et Studiocanal
- Société de distribution : Studiocanal (France)
- Pays de production :  France
- Durée : 98 minutes
- Dates de sortie :
  - France : 8 mars 2017

## Distribution
- Florence Foresti : Lucie Larcher
- Mathieu Kassovitz : Clovis
- Nicole Garcia : Dalila
- Jonathan Cohen : Frédéric
- Olivia Bonamy : Manon
- Josée Drevon : Yvonne, la mère de Lucie
- Jeanne Astier : Hortense
- Norbert Ferrer : Ben
- Perrette Souplex : Salomé, la grand-mère de Clovis
- Sabine Pakora : Sabine
- Maud Baecker : Marie

## Production

### Tournage
Le film a été tourné durant l'été 2016 dans le Rhône à Lyon et ses alentours, notamment à La Mulatière, à l'Hôpital Lyon Sud (Pierre-Bénite), à Vaulx-en-Velin, à Saint-Genis-Laval et à l'Espace Albert Camus de Bron pour les scènes de cabaret.

## Autour du film
- Il s'agit du premier film long-métrage de la réalisatrice et ancienne costumière de cinéma Anne-Gaëlle Daval.
- C'est l'actrice et humoriste Florence Foresti qui a proposé le nom de Mathieu Kassovitz, en tant que partenaire principal, à la réalisatrice et à la production[3].
- Le film a été tourné dans Lyon et sa banlieue, agglomération d'où est originaire Florence Foresti[4] et l'avant-première du film s'est déroulée au cinéma Pathé-Bellecour de Lyon, en présence des deux principaux acteurs et de la réalisatrice[5].